# Classe Segura

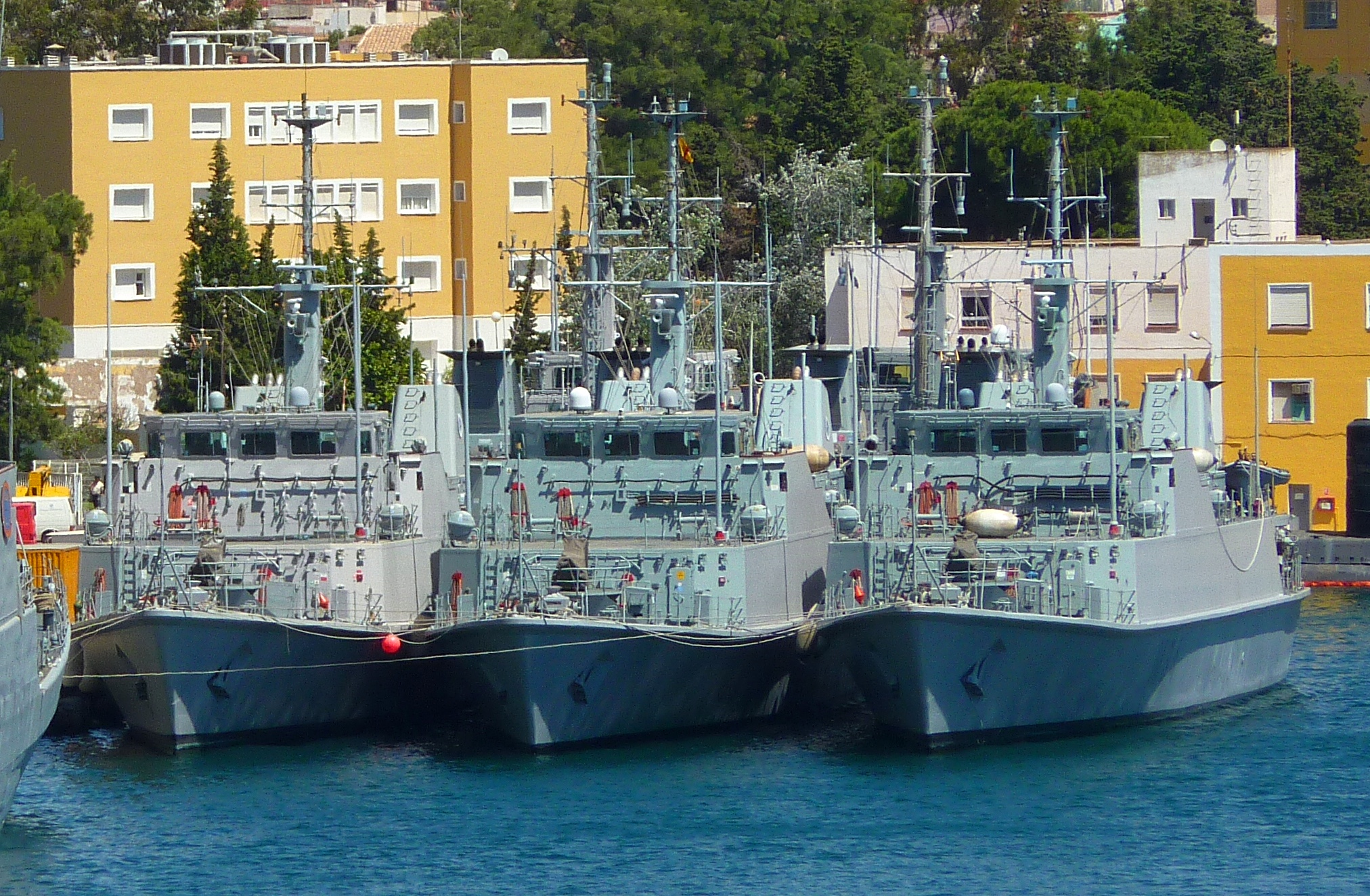
5 des 6 (2 à l'arrière-plan) chasseurs de mines de la Classe Segura dans leur base de Cartagena.

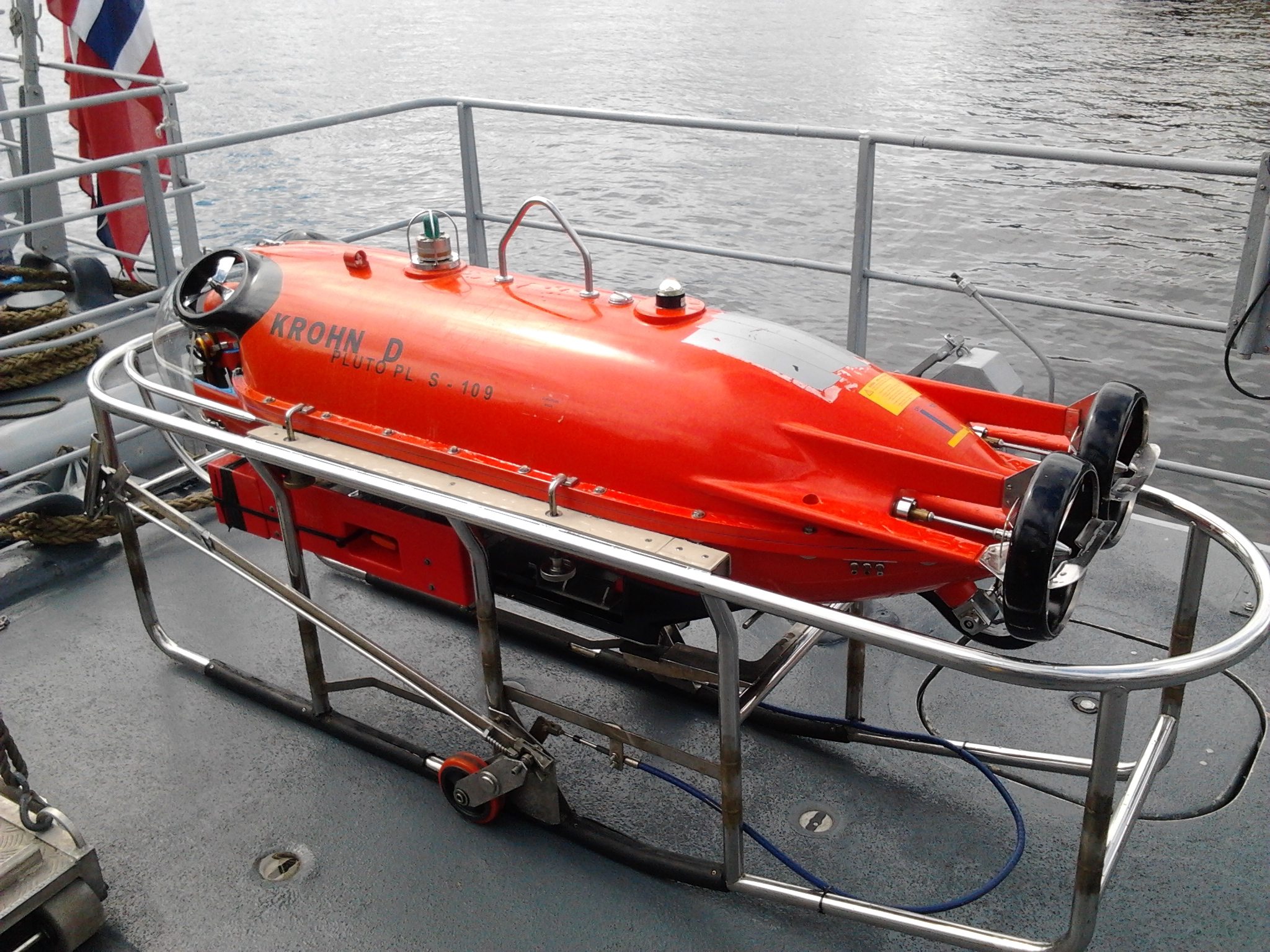
Pluto Plus AUV embarqué par la Classe Segura pour l'identification des mines et leur destruction par le navire de guerre des mines

La classe Segura est une classe de Chasseurs de mines/Bâtiment-base de plongeurs démineurs espagnols produits par Navantia à Carthagène, avec un port d'attache également à Carthagène.

## Historique
La classe Segura remplace les corvettes de la Classe Descubierta qui assumaient auparavant la conduite de la guerre des mines à l'exception du Diana (ancien indicatif visuel F-32) qui en assume désormais, sous son nouvel indicatif visuel  "M11", le commandement. Elle est venue compléter ou remplacer les 4 bâtiments de la Classe Aggressive rachetés aux États-Unis. Ils sont dérivés de la classe Sandown.

## Description
Cette classe est dotée de deux propulseurs d'étrave et de deux propulseurs Voith Schneider afin de pouvoir plus facilement manœuvrer dans un espace restreint.
Elle est équipée, entre autres, du robot sous-marin autonome Pluto Plus et du canot pneumatique Duarry Super Cat.

## Navires en service
Espagne
| indicatif visuel | Nom    | Mise sur quille | Date d'entrée en service | Date de retrait du service | Indicatif international |
| ---------------- | ------ | --------------- | ------------------------ | -------------------------- | ----------------------- |
| M-31             | Segura | 25/07/1997      | 27/03/1999               | -                          | [ 2 ]                   |
| M-32             | Sella  | 06/07/1998      | 28/05/1999               | -                          | [ 2 ]                   |
| M-33             | Tambre | 05/05/1999      | 18/02/2000               | -                          | [ 2 ]                   |
| M-34             | Turia  | 22/11/1999      | 20/05/2000               | -                          | [ 2 ]                   |
| M-35             | Duero  | 28/04/2003      | 05/07/2004               | -                          | [ 2 ]                   |
| M-36             | Tajo   | 10/06/2004      | 10/01/2005               | -                          | [ 2 ]                   |

## Classes dechasseur de minessimilaires
- Classe Tripartite
- Classe Sandown
- USS Guardian
- Classe Kingston